# 开玩笑大叔
开玩笑大叔（日语：なんちゃっておじさん）是一位在1977年（昭和52年）到1978年（昭和53年）间出没于東京都電車，并引起乘客发笑的中年男性。这一人物最早在一位女高中生的投稿中被提及，她从朋友处听说了此人事迹。该投稿在日本放送广播电台的一档深夜节目中被首次介绍，之后在电视和杂志等媒体上被广泛报道，甚至成为了全日本的社会现象。关于此人是否真实存在有不同的说法，他也成为了日本的都市传说之一。

## 概述
开玩笑大叔据称出没于JR山手线和小田急电铁的电车上，也有说法称他曾乘坐日本国铁中央线、京王井之头线、京王线和东急东横线的电车。他会突然说“なーんちゃって”（日本俚语，大意为“开玩笑的”）并把双手放在头上，双臂做出一个圈的姿势，以此引乘客发笑。
开玩笑大叔通常通过以下几种模式完成他的动作和台词：
- 像是被某黑社会群体纠缠，哭泣引起乘客注意，待那些人离开后说“开玩笑的”[6][11]。
- 自言自语，当乘客们感到可疑时突然说“开玩笑的”[1][8]。
- 突然哭泣，当周围人开始担心时，突然抬起头来高兴地说“开玩笑的”[5]。
- 抱着肚子表现出痛苦的样子，当周围人担心时，突然表现得很有精神并说“开玩笑的”[12]。
- 像个小孩一样戴着麦草帽穿着短裤，打开窗户享受外面的风景，帽子被风吹走后哭泣，但实际上手里拉着帽子上的绳子，然后把帽子拿回来并说“开玩笑的”[4]。

开玩笑大叔通常被认为是40多岁的男性，但其年龄也有30多岁、50多岁或中老年人的版本。关于他的身份，有人说他是外务省的官员，也有信息说他是霞关的官员，还有人说纠缠他的黑社会风格男子其实是他儿时的玩伴。

## 媒体介绍带来的热潮
开玩笑大叔热潮源于一封投递到由作家山田功（即）担任主持的深夜广播节目《たむたむたいむ》的信件。1977年5月27日，一位在东京都文京区的女高中生听众寄来了第一封目击报告。这封信讲述了她在山手线列车上的目击经历，属于前述的被“黑社会”纠缠的模式。信中描述开玩笑大叔是一个40多岁的男性。该信件的内容被收录在该节目的刊物中，成为有关开玩笑大叔的最早文献资料。这封信引起了很大的反响，随后涌现了大量类似的目击报告，节目连续两周对这些内容进行了播放。但由于一些投书明显是模仿其他投书而写的，可信度不足，因此在两周后节目停止了相关介绍。接着，担任《笑福亭鹤光的通宵日本》导演的宮本幸一注意到了这封信，并于同年10月在该节目中进行了介绍。同一周，节目《田森的通宵日本》也提到了这件事。这些节目收到了大量的目击信息，成为了名物栏目（名物コーナー）。节目自身的人气也推波助澜，使开玩笑大叔在日本掀起了一股热潮。担任这两个《通宵日本》节目导演的宮本幸一表示，笑福亭鶴光在节目中第一次介绍这件事的翌周，就收到了300封观众的目击报告。与此同时，鶴光和田森之间展开了“哪个节目使‘开玩笑大叔’流行”的论战。根据笑福亭鹤光晚年的讲述，他曾借鉴田森的节目，以「躲猫猫」游戏为灵感创作了「开玩笑的」的姿势，而田森团队也同期开发了不同姿势。由于鹤光的创意构思稍早问世，故以「元祖」（创始人）自居，双方为此展开公开对决后，听众普遍支持鹤光一方。鹤光进一步制作了广播剧《即便如此仍有开玩笑大叔存在》，最终其主持的《通宵日本》节目荣膺日本放送批评恳谈会颁发的第15届银河赏选奖作品。
后来，日本保健品公司通販生活在广告中使用了“开玩笑的（なーんちゃって）”短语，并计划在1978年2月6日的《朝日新闻》上刊登广告，寻求与开玩笑大叔商讨广告事宜。这则广告的广告费估计为120万到150万日元。这引来了50到60封目击信息，同时报纸、电视、周刊等媒体纷纷向该公司发出询问。此外，各大电视台也向该公司表示，如果找到开玩笑大叔，希望他能出现在新闻节目中。唱片公司也提出要发行一首名为《开玩笑蓝调》的歌曲。因此，开玩笑大叔变得更加出名。虽然有一通被认为是开玩笑大叔本人的电话打给了该公司，但对方只说了句“开玩笑的”就挂断了，无法确认其真实身份。不过，这则广告被认为并非真的期待“开玩笑大叔”的出现，而纯粹是为了让企业广告本身成为话题。甚至有人根据“开玩笑大叔被黑帮纠缠”的目击传闻，推测该企业可能事先安排了一名男子与两名“黑帮成员”共同策划了该事件。1978年，《周刊邮报》、《周刊朝日》、《周刊产经》等杂志都刊登了相关文章。电视节目也进行了报道，漫画中也出现了开玩笑大叔的形象。刑事剧《特搜最前线》第54集《开玩笑的大叔在那里！》（1978年4月12日播出，剧中出现了以开玩笑大叔为原型的“吐舌头大叔”）也以此为题材，由今福将雄饰演吐舌头大叔。在投稿的听众也被邀请出演综艺节目。

### 影响
由于这股大热潮，有人一整天都在山手线的电车上坐着，持续寻找开玩笑大叔。据精通昭和时代儿童文化的作家初见健一介绍，当时的小学生中，讲述目击经历的人会吸引周围人的注意，成为英雄般的存在。初见本人在当时也还是小学生，他也迷上了寻找开玩笑大叔的游戏，每次乘坐山手线列车时都会在车厢内四处走动寻找。就连在小田急线和井之头线，也有拿着相机的中学生和高中生在傍晚时分等候开玩笑大叔出现。由于目击信息覆盖范围极广，关于开玩笑大叔的人物形象也有各种各样的信息，因此有人认为开玩笑大叔不止是一人。在热潮中也有人模仿这种行为，事实上，在向广播节目投稿的报告中，除了大量目击信息外，还有一些人自称在电车内模仿了开玩笑大叔的行为，从北海道到九州，全国各地都有这样的报告。
借着这股热潮，小岛一庆的《一庆的开玩笑大叔》（一慶のなーんちゃってオジサン）和若原一郎的《开玩笑蓝调》等相互竞争的歌曲相继发行，The Handers的《你见过开玩笑的大叔吗》（あなたは見たか!なんちゃっておじさん）也被谱成了歌曲。此外，法国音乐组合的披头士混音专辑《Beatles Medley》在日本以《披头士开玩笑！？》的标题于1978年发行。同年7月，“全日本开玩笑的联盟”借着这股人气在杂志《正论》的会员组织下成立。这个团体提出“笑的感觉是确立自由社会的宝贵因素”作为总的指导方针，它也被电视节目、报纸、杂志所报道。山藤章二在《周刊朝日》连载的《山藤章二的黑色角度》中，把看似田中角荣的人物描绘成了开玩笑大叔。“开玩笑的（なーんちゃって）”是通过戏谑语气掩饰对严肃表达的尴尬感的短语，这种说法在这股热潮之前就已经存在，但它也符合当时年轻一代希望以旁观者身份对待自己的心理倾向，因而成为流行语。上述用双臂做出圆圈的姿势，也成为被责骂时用来卖弄搞笑的经典动作。此外，类似的奇妙中年男性的故事也接连不断地出现，如“毫不在意的大叔”、“蝉大叔”、“洋葱大叔”、“创可贴大叔”、“跳舞大叔”和“卡拉OK大叔”等。

## 热潮的终结

### 小森豪人创作说
1978年3月20日，《朝日新闻》刊登了一篇文章，称开玩笑大叔是作家小森豪人（马场祥弘）创作的虚构人物。这是小森响应前述日本保健品公司通販生活的呼吁，亲自前往该公司所透露的。同年6月号的《文艺春秋》杂志发表了一篇题为《开玩笑大叔的告白》的文章，讲述了小森创作这一人物的经过。据小森所述，他在1970年（昭和45年）想出了一个笑话，描述一个在电车上说“开玩笑”短语来逗笑乘客的男性“开玩笑大叔”，但当时并没有受到欢迎。1977年，他在一次酒宴上向朋友们提议传播一个虚构的故事，即有人在电车上看到了开玩笑大叔。随后，就有了前述的广播投稿。
通販生活在小森透露此事后，通过小森的朋友和熟人的证词，以及1970年时电视节目共演者和相关人士的证言，确认了小森曾在节目中表演过这一笑话，最终决定在报纸上公开这一信息。公之于众后，小森接到的采访、媒体出演、写作请求超过了80件，他不得不多次在采访中重现“开玩笑的”的姿势。《朝日新闻》称，小森决定公开这一信息的原因是因为他对一个半开玩笑的行为竟然传播如此广泛感到抱歉。而《文艺春秋》则提到，他的妻子误以为小森就是开玩笑大叔，并请求他停止自导自演。此外，媒体发现了他的住址，这让他感到“无处可逃”。小森的公开声明发布时，开玩笑大叔的热潮已经逐渐降温。在声明发布约一个月后，这一热潮彻底平息。据说，失望情绪和对社会混乱的愤怒都是这一平息的原因。那些讲述目击经历的小学生们在众人得知这一人物是虚构的后，被认为是在撒谎，并遭到了周围的批评。

### 反对创作说的观点
对于小森豪人的公开声明，前述《通宵日本》的导演宫本幸一表示，一些目击报告内容可信度很高，他相信开玩笑大叔的存在，并无视小森的声明，继续接受目击报告。主持人笑福亭鶴光和田森也对小森的声明表示否定。此外，广播节目的听众也纷纷投书，表示“这会破坏人们的梦想”，认为这种行为是“破坏相信其存在的人的浪漫”。随后，许多人反对小森的声明，很多相关人士认为这是小森的炒作行为。此外，一位曾在东京都大田区居住的前拉面店老板自称是开玩笑大叔。他曾在电车内因对社会不满而自言自语，并因为害羞而说“开玩笑的”来掩饰，结果引发乘客的笑声，感到愉悦后便多次重复这种行为。他对小森的说法感到愤怒，向电台自称是开玩笑大叔，并在山手线上公开演示，一时间吸引了大量媒体的关注。尽管如此，真相仍未揭开，热潮逐渐平息。他在十几年后的平成时代仍自称是开玩笑大叔（截至1995年/平成7年）。
在2006年（平成18年）播放的电视节目《伊东家的食卓》（日本电视）中，前述的主持山田功表示的最初目击报告投稿者与小森无关，且投稿内容与小森的公开内容不同，证明开玩笑大叔并非虚构。此外，这位最初的投稿者是常常投稿的热心听众，因此不可能是小森的创作。然而，仍有很多后来出版的昭和史相关文献认为开玩笑大叔是小森的创作。这种看法基于1970年代各种未经证实的说法容易在媒体上独立传播的时代背景。2020年（令和2年），日本放送的档案中发现了最初介绍目击报告的录音。同年10月1日，在《上柳昌彦 あさぼらけ》节目中，为纪念同年去世的山田功播放了这一段录音。

## 脚注
1. 1 2 3 4 5  歴史雑学探偵団.  . 东京书店. 2007: 124. ISBN 978-4-88574-051-0.
2. 1 2 3  . ニッポン放送 NEWS ONLINE.   [2024-07-02]. （原始内容存档于2021-05-19）.
3. 1 2 3 4 5  原田实.  . 乐工社. 2008: 224–225. ISBN 978-4-903063-17-1.
4. 1 2 3 4 5 6 7 8 9 10 11 12  . tokyoretro.web.fc2.com.   [2024-07-02]. （原始内容存档于2023-03-13）.
5. 1 2  樋口裕一.  . 日本: PHP研究所（PHP新书）. 2006: 71. ISBN 978-4-569-64843-9.
6. 1 2 3  世相風俗観察会. .  增补新版. Tōkyō: 河出書房新社. 2009: 236–237  [2024-07-02]. ISBN 978-4-309-22504-3. OCLC 317453978. （原始内容存档于2024-07-10）.
7. 1 2 3 4 5 6 7 8 9 10  池辺文生.  . 1978: 224–225. 大宅壮一文庫所藏：000004834.
8. 1 2 3 4 5 6 7 8 9  小森豪人.  . 文艺春秋. 1978, 56 (6). doi:10.11501/3198396.
9. 1 2   . 周刊文春. 1978, 20 (7). doi:10.11501/3375731. 大宅壮一文庫所藏：100078391.
10. ↑  参见初见健一的网站“东京回顾”（Tokyo Retrospective）上的“‘开玩笑大叔’的姿势”http://tokyoretro.web.fc2.com/nannchatte.html （页面存档备份，存于）
11. 1 2 3 4   . 朝日新聞社. 2000. ISBN 978-4-02-386007-0.
12. ↑   . 北日本新闻. 2009年7月7日.
13. 1 2 3 4   . 周刊明星. 1990, 33 (7). doi:10.11501/1826452. 大宅壮一文庫所藏：100101331.
14. 1 2 3 4 5 6  稲垣吉彦.  . 読売新聞社. 1989: 268–269. ISBN 978-4-643-89054-9.
15. 1 2   . 週刊サンケイ. 1978, 27 (8). 大宅壮一文庫所藏：100095255.
16. ↑   . 日本: 太田出版. 2018.
17. ↑   . 读卖新闻. 2000, (7).
18. 1 2 3   . 週刊ポスト. 1978, 10 (8). 大宅壮一文庫所藏：100087180.
19. ↑  . ORICON NEWS.   [2025-02-01].
20. ↑  放送批評懇談会. . 2019-02-14  [2025-02-01]. （原始内容存档于2025-03-29） （日语）.
21. ↑  竹本德子.  (PDF).   [2024-07-02]. （原始内容存档 (PDF)于2022-01-24）.
22. 1 2   . 每日新闻社. 1980. doi:10.11501/12395934.
23. ↑   . 朝日新闻. 1978. doi:10.11501/11955181.
24. ↑  河野守宏. . KKロングセラーズ 3. 1987-07-10: 62. doi:10.11501/11955181.
25. ↑  . 新日本文学 (新日本文学会). 1978-04-01, 33 (4): 5. doi:10.11501/6079187.
26. 1 2 3 4 5 6 7   . 朝日新聞. 1978年3月20日, 夕刊 (11面).
27. ↑  高鳥都. . 周刊现代 (講談社). 2024-11-08: 3  [2025-04-07]. （原始内容存档于2024-11-10）.
28. ↑   . 東映ビデオ. 2009年10月9日: 時間: 01:36:24.
29. ↑  . テレビドラマデータベース.   [2024-07-02]. （原始内容存档于2019-05-15） （日语）.
30. 1 2  INC, SANKEI DIGITAL. . zakzak：夕刊フジ公式サイト. 2020-10-08  [2024-07-02]. （原始内容存档于2024-07-03） （日语）.
31. 1 2 3 4 5 6 7  河合隼雄.  . 作品社. 1995: 別巻47. ISBN 978-4-87893-867-2. doi:10.11501/12467376.
32. ↑  笑福亭鶴光.  . ペップ出版. 1977年12月25日: 30–31. NCID BA31948458.
33. ↑  笑福亭鶴光.  . ペップ出版. 1977年12月25日: 158–159. NCID BA31948458.
34. 1 2 3   . 週刊平凡. 1978年3月9日, 20 (9). doi:10.11501/1850828. 大宅壮一文庫所藏：100096986.
35. ↑  Café Crème. . 1978-02-24  [2024-10-21].
36. ↑   . 产经新闻正论. 1978, (第57). 大宅壮一文庫所藏：200026052.
37. ↑  山藤章二.  . 朝日新聞出版. 1980年4月: 24–25. doi:10.11501/12427506.
38. ↑  丸谷才一、井上ひさし.  . 1984: 207. doi:10.11501/12467565.
39. 1 2 3  村上龙.  . Touch. 1988, 3 (14). 大宅壮一文庫所藏：100096041.
40. ↑  笑福亭鶴光.  . ペップ出版. 1977年12月25日: 6–7. NCID BA31948458.
41. ↑   . 每日新闻. 2000, 东京朝刊 (31面).
42. 1 2   . 週刊平凡. 1978, 20 (13). 大宅壮一文庫所藏：100096990.
43. 1 2  . web.archive.org. 2007-09-30  [2024-07-02]. 原始内容存档于2007-09-30.
44. 1 2   . 朝日新闻. 1995, 东京朝刊 (22面).

## 关联条目
- 芳賀ゆい（日语：芳賀ゆい）
- 裂口女
- 都市传说
- なーんちゃって（日语：なーんちゃって）